# Varpa skans
Varpa skans var en medeltida skans norr om Huskvarna, som var anknuten till fästningen Rumlaborg, som anlades efter ett beslut av Albrekt av Mecklenburg 1366. Varpa skans var en medeltida försvarsanläggning som sträckte sig mellan Vättern och Huskvarnaberget. Skansen utgjorde en spärr för förbindelserna mellan Rumlaborgs fäste och vidare norrut och omtalas i äldre källor.
Varpa skans norr om Rumlaborg försvarade Västra Holavedsvägen längs Vättern mot Östergötland och Garpa skans i söder försvarade mot inträngning från sydost.
Varpa skans låg omkring 40 meter norr om dagens bostadshus Varpa skans, norr om Brunstorpsbadet och nedanför Brunstorps gård, omkring fyra kilometer norr om Rumlaborg. Varpastigen leder från Brunstorpsbadet mot Varpa skans. 
Idag finns på platsen en kulle på omkring 25–30 meter bred och fem meter hög. Det finns inga spår av vallar, värn eller annat som kan tyda på en befästningsanläggning. Söder om kullen finns en djup och bred ravin.
Platsen är en fyndplats för ett tvåhandssvärd från 1400-talet, vilket påträffades på 1950-talet vid anläggningen av motorvägens enligt uppgift. Denna finns nu i Husqvarna museum.